# Quint Servili Cepió (tribú 72 aC)
Quint Servili Cepió (en llatí: Quintus Servilius Q. f. Q. n. Caepio) va ser un magistrat romà del segle i aC. Era fill de Quint Servili Cepió, i formava part de la família dels Cepions, una branca de la gens Servília.
Va ser tribú militar durant la guerra contra Espàrtac l'any 72 aC i va morir jove a Enos (Tràcia) quan anava cap a l'Àsia. Era germanastre de Cató d'Útica, perquè la seva mare, Lívia Drusa, havia estat abans la dona de Marc Porci Cató, amb qui havia tingut Cató. Quint Servili Cepió, va adoptar el fill de la seva germana Servília, Marc Juni Brutus, posant-lo en el seu testament, el qual, per un període, es va canviar el seu nom a Quint Servili Cepió Brutus per honorar al seu oncle.

## Arbre familiar
Llegenda:
- (1) - primera espòs/sa
- (2) - segona espòs/sa
- x - assassí del Cèsar

| Salònia (2)             | Salònia (2)             | Salònia (2)             | Salònia (2)             | Salònia (2)             | Salònia (2)             |                      |                      | Cató el Vell         | Cató el Vell         | Cató el Vell       | Cató el Vell       | Cató el Vell            | Cató el Vell            |                         |                         | Licínia (1)             | Licínia (1)             | Licínia (1)             | Licínia (1)             | Licínia (1)             | Licínia (1)             |                       |                       |                                  |                                  |                                  |                                  |                                  |                                  |                   |                   |                   |                   |                   |                   |                   |                   |                     |                     |                     |                     |                     |                     |  |  |  |  |  |  |
| Salònia (2)             | Salònia (2)             | Salònia (2)             | Salònia (2)             | Salònia (2)             | Salònia (2)             |                      |                      | Cató el Vell         | Cató el Vell         | Cató el Vell       | Cató el Vell       | Cató el Vell            | Cató el Vell            |                         |                         | Licínia (1)             | Licínia (1)             | Licínia (1)             | Licínia (1)             | Licínia (1)             | Licínia (1)             |                       |                       |                                  |                                  |                                  |                                  |                                  |                                  |                   |                   |                   |                   |                   |                   |                   |                   |                     |                     |                     |                     |                     |                     |  |  |  |  |  |  |
|                         |                         |                         |                         |                         |                         |                      |                      |                      |                      |                    |                    |                         |                         |                         |                         |                         |                         |                         |                         |                         |                         |                       |                       |                                  |                                  |                                  |                                  |                                  |                                  |                   |                   |                   |                   |                   |                   |                   |                   |                     |                     |                     |                     |                     |                     |  |  |  |  |  |  |
|                         |                         |                         |                         |                         |                         |                      |                      |                      |                      |                    |                    |                         |                         |                         |                         |                         |                         |                         |                         |                         |                         |                       |                       |                                  |                                  |                                  |                                  |                                  |                                  |                   |                   |                   |                   |                   |                   |                   |                   |                     |                     |                     |                     |                     |                     |  |  |  |  |  |  |
| Marc Porci Cató Salonià | Marc Porci Cató Salonià | Marc Porci Cató Salonià | Marc Porci Cató Salonià | Marc Porci Cató Salonià | Marc Porci Cató Salonià |                      |                      |                      |                      |                    |                    | Marc Porci Cató Licinià | Marc Porci Cató Licinià | Marc Porci Cató Licinià | Marc Porci Cató Licinià | Marc Porci Cató Licinià | Marc Porci Cató Licinià |                         |                         | Marc Livi Emilià Drus   | Marc Livi Emilià Drus   | Marc Livi Emilià Drus | Marc Livi Emilià Drus | Marc Livi Emilià Drus            | Marc Livi Emilià Drus            |                                  |                                  |                                  |                                  |                   |                   |                   |                   |                   |                   |                   |                   |                     |                     |                     |                     |                     |                     |  |  |  |  |  |  |
| Marc Porci Cató Salonià | Marc Porci Cató Salonià | Marc Porci Cató Salonià | Marc Porci Cató Salonià | Marc Porci Cató Salonià | Marc Porci Cató Salonià |                      |                      |                      |                      |                    |                    | Marc Porci Cató Licinià | Marc Porci Cató Licinià | Marc Porci Cató Licinià | Marc Porci Cató Licinià | Marc Porci Cató Licinià | Marc Porci Cató Licinià |                         |                         | Marc Livi Emilià Drus   | Marc Livi Emilià Drus   | Marc Livi Emilià Drus | Marc Livi Emilià Drus | Marc Livi Emilià Drus            | Marc Livi Emilià Drus            |                                  |                                  |                                  |                                  |                   |                   |                   |                   |                   |                   |                   |                   |                     |                     |                     |                     |                     |                     |  |  |  |  |  |  |
|                         |                         |                         |                         |                         |                         |                      |                      |                      |                      |                    |                    |                         |                         |                         |                         |                         |                         |                         |                         |                         |                         |                       |                       |                                  |                                  |                                  |                                  |                                  |                                  |                   |                   |                   |                   |                   |                   |                   |                   |                     |                     |                     |                     |                     |                     |  |  |  |  |  |  |
| Marc Porci Cató (2)     | Marc Porci Cató (2)     | Marc Porci Cató (2)     | Marc Porci Cató (2)     | Marc Porci Cató (2)     | Marc Porci Cató (2)     |                      |                      | Lívia Drusa          | Lívia Drusa          | Lívia Drusa        | Lívia Drusa        | Lívia Drusa             | Lívia Drusa             |                         |                         | Quint Servili Cepió (1) | Quint Servili Cepió (1) | Quint Servili Cepió (1) | Quint Servili Cepió (1) | Quint Servili Cepió (1) | Quint Servili Cepió (1) |                       |                       | Marc Livi Drus                   | Marc Livi Drus                   | Marc Livi Drus                   | Marc Livi Drus                   | Marc Livi Drus                   | Marc Livi Drus                   |                   |                   |                   |                   |                   |                   |                   |                   |                     |                     |                     |                     |                     |                     |  |  |  |  |  |  |
| Marc Porci Cató (2)     | Marc Porci Cató (2)     | Marc Porci Cató (2)     | Marc Porci Cató (2)     | Marc Porci Cató (2)     | Marc Porci Cató (2)     |                      |                      | Lívia Drusa          | Lívia Drusa          | Lívia Drusa        | Lívia Drusa        | Lívia Drusa             | Lívia Drusa             |                         |                         | Quint Servili Cepió (1) | Quint Servili Cepió (1) | Quint Servili Cepió (1) | Quint Servili Cepió (1) | Quint Servili Cepió (1) | Quint Servili Cepió (1) |                       |                       | Marc Livi Drus                   | Marc Livi Drus                   | Marc Livi Drus                   | Marc Livi Drus                   | Marc Livi Drus                   | Marc Livi Drus                   |                   |                   |                   |                   |                   |                   |                   |                   |                     |                     |                     |                     |                     |                     |  |  |  |  |  |  |
|                         |                         |                         |                         |                         |                         |                      |                      |                      |                      |                    |                    |                         |                         |                         |                         |                         |                         |                         |                         |                         |                         |                       |                       |                                  |                                  |                                  |                                  |                                  |                                  |                   |                   |                   |                   |                   |                   |                   |                   |                     |                     |                     |                     |                     |                     |  |  |  |  |  |  |
|                         |                         |                         |                         |                         |                         |                      |                      |                      |                      |                    |                    |                         |                         |                         |                         |                         |                         |                         |                         |                         |                         |                       |                       |                                  |                                  |                                  |                                  |                                  |                                  |                   |                   |                   |                   |                   |                   |                   |                   |                     |                     |                     |                     |                     |                     |  |  |  |  |  |  |
| Atília (1)              | Atília (1)              | Atília (1)              | Atília (1)              | Atília (1)              | Atília (1)              |                      |                      | Cató el Jove         | Cató el Jove         | Cató el Jove       | Cató el Jove       | Cató el Jove            | Cató el Jove            |                         |                         |                         |                         |                         |                         |                         |                         |                       |                       | Marc Livi Drus Claudià (adoptat) | Marc Livi Drus Claudià (adoptat) | Marc Livi Drus Claudià (adoptat) | Marc Livi Drus Claudià (adoptat) | Marc Livi Drus Claudià (adoptat) | Marc Livi Drus Claudià (adoptat) |                   |                   |                   |                   |                   |                   |                   |                   |                     |                     |                     |                     |                     |                     |  |  |  |  |  |  |
| Atília (1)              | Atília (1)              | Atília (1)              | Atília (1)              | Atília (1)              | Atília (1)              |                      |                      | Cató el Jove         | Cató el Jove         | Cató el Jove       | Cató el Jove       | Cató el Jove            | Cató el Jove            |                         |                         |                         |                         |                         |                         |                         |                         |                       |                       | Marc Livi Drus Claudià (adoptat) | Marc Livi Drus Claudià (adoptat) | Marc Livi Drus Claudià (adoptat) | Marc Livi Drus Claudià (adoptat) | Marc Livi Drus Claudià (adoptat) | Marc Livi Drus Claudià (adoptat) |                   |                   |                   |                   |                   |                   |                   |                   |                     |                     |                     |                     |                     |                     |  |  |  |  |  |  |
|                         |                         |                         |                         |                         |                         |                      |                      |                      |                      |                    |                    |                         |                         |                         |                         |                         |                         |                         |                         |                         |                         |                       |                       |                                  |                                  |                                  |                                  |                                  |                                  |                   |                   |                   |                   |                   |                   |                   |                   |                     |                     |                     |                     |                     |                     |  |  |  |  |  |  |
|                         |                         |                         |                         |                         |                         |                      |                      |                      |                      |                    |                    |                         |                         |                         |                         |                         |                         |                         |                         |                         |                         |                       |                       |                                  |                                  |                                  |                                  |                                  |                                  |                   |                   |                   |                   |                   |                   |                   |                   |                     |                     |                     |                     |                     |                     |  |  |  |  |  |  |
|                         |                         |                         |                         | Marc Juni Brutus (1)    | Marc Juni Brutus (1)    | Marc Juni Brutus (1) | Marc Juni Brutus (1) | Marc Juni Brutus (1) | Marc Juni Brutus (1) |                    |                    | Servília la Major       | Servília la Major       | Servília la Major       | Servília la Major       | Servília la Major       | Servília la Major       |                         |                         | Dècim Juni Silà (2)     | Dècim Juni Silà (2)     | Dècim Juni Silà (2)   | Dècim Juni Silà (2)   | Dècim Juni Silà (2)              | Dècim Juni Silà (2)              |                                  |                                  |                                  |                                  | Servília la Menor | Servília la Menor | Servília la Menor | Servília la Menor | Servília la Menor | Servília la Menor |                   |                   | Quint Servili Cepió | Quint Servili Cepió | Quint Servili Cepió | Quint Servili Cepió | Quint Servili Cepió | Quint Servili Cepió |  |  |  |  |  |  |
|                         |                         |                         |                         | Marc Juni Brutus (1)    | Marc Juni Brutus (1)    | Marc Juni Brutus (1) | Marc Juni Brutus (1) | Marc Juni Brutus (1) | Marc Juni Brutus (1) |                    |                    | Servília la Major       | Servília la Major       | Servília la Major       | Servília la Major       | Servília la Major       | Servília la Major       |                         |                         | Dècim Juni Silà (2)     | Dècim Juni Silà (2)     | Dècim Juni Silà (2)   | Dècim Juni Silà (2)   | Dècim Juni Silà (2)              | Dècim Juni Silà (2)              |                                  |                                  |                                  |                                  | Servília la Menor | Servília la Menor | Servília la Menor | Servília la Menor | Servília la Menor | Servília la Menor |                   |                   | Quint Servili Cepió | Quint Servili Cepió | Quint Servili Cepió | Quint Servili Cepió | Quint Servili Cepió | Quint Servili Cepió |  |  |  |  |  |  |
|                         |                         |                         |                         |                         |                         |                      |                      |                      |                      |                    |                    |                         |                         |                         |                         |                         |                         |                         |                         |                         |                         |                       |                       |                                  |                                  |                                  |                                  |                                  |                                  |                   |                   |                   |                   |                   |                   |                   |                   |                     |                     |                     |                     |                     |                     |  |  |  |  |  |  |
|                         |                         |                         |                         |                         |                         |                      |                      |                      |                      |                    |                    |                         |                         |                         |                         |                         |                         |                         |                         |                         |                         |                       |                       |                                  |                                  |                                  |                                  |                                  |                                  |                   |                   |                   |                   |                   |                   |                   |                   |                     |                     |                     |                     |                     |                     |  |  |  |  |  |  |
|                         |                         | Pòrcia Cató             | Pòrcia Cató             | Pòrcia Cató             | Pòrcia Cató             | Pòrcia Cató          | Pòrcia Cató          |                      |                      | Marc Juni Brutus x | Marc Juni Brutus x | Marc Juni Brutus x      | Marc Juni Brutus x      | Marc Juni Brutus x      | Marc Juni Brutus x      |                         |                         | Júnia Prima             | Júnia Prima             | Júnia Prima             | Júnia Prima             | Júnia Prima           | Júnia Prima           |                                  |                                  |                                  |                                  | Júnia Tèrcia                     | Júnia Tèrcia                     | Júnia Tèrcia      | Júnia Tèrcia      | Júnia Tèrcia      | Júnia Tèrcia      |                   |                   | Gai Cassi Longí x | Gai Cassi Longí x | Gai Cassi Longí x   | Gai Cassi Longí x   | Gai Cassi Longí x   | Gai Cassi Longí x   |                     |                     |  |  |  |  |  |  |
|                         |                         | Pòrcia Cató             | Pòrcia Cató             | Pòrcia Cató             | Pòrcia Cató             | Pòrcia Cató          | Pòrcia Cató          |                      |                      | Marc Juni Brutus x | Marc Juni Brutus x | Marc Juni Brutus x      | Marc Juni Brutus x      | Marc Juni Brutus x      | Marc Juni Brutus x      |                         |                         | Júnia Prima             | Júnia Prima             | Júnia Prima             | Júnia Prima             | Júnia Prima           | Júnia Prima           |                                  |                                  |                                  |                                  | Júnia Tèrcia                     | Júnia Tèrcia                     | Júnia Tèrcia      | Júnia Tèrcia      | Júnia Tèrcia      | Júnia Tèrcia      |                   |                   | Gai Cassi Longí x | Gai Cassi Longí x | Gai Cassi Longí x   | Gai Cassi Longí x   | Gai Cassi Longí x   | Gai Cassi Longí x   |                     |                     |  |  |  |  |  |  |
|                         |                         |                         |                         |                         |                         |                      |                      |                      |                      |                    |                    |                         |                         |                         |                         |                         |                         |                         |                         |                         |                         |                       |                       |                                  |                                  |                                  |                                  |                                  |                                  |                   |                   |                   |                   |                   |                   |                   |                   |                     |                     |                     |                     |                     |                     |  |  |  |  |  |  |
| Marc Porci Cató         | Marc Porci Cató         | Marc Porci Cató         | Marc Porci Cató         | Marc Porci Cató         | Marc Porci Cató         |                      |                      |                      |                      |                    |                    |                         |                         |                         |                         |                         |                         |                         |                         |                         |                         |                       |                       | Júnia Segona                     | Júnia Segona                     | Júnia Segona                     | Júnia Segona                     | Júnia Segona                     | Júnia Segona                     |                   |                   | Marc Emili Lèpid  | Marc Emili Lèpid  | Marc Emili Lèpid  | Marc Emili Lèpid  | Marc Emili Lèpid  | Marc Emili Lèpid  |                     |                     |                     |                     |                     |                     |  |  |  |  |  |  |
| Marc Porci Cató         | Marc Porci Cató         | Marc Porci Cató         | Marc Porci Cató         | Marc Porci Cató         | Marc Porci Cató         |                      |                      |                      |                      |                    |                    |                         |                         |                         |                         |                         |                         |                         |                         |                         |                         |                       |                       | Júnia Segona                     | Júnia Segona                     | Júnia Segona                     | Júnia Segona                     | Júnia Segona                     | Júnia Segona                     |                   |                   | Marc Emili Lèpid  | Marc Emili Lèpid  | Marc Emili Lèpid  | Marc Emili Lèpid  | Marc Emili Lèpid  | Marc Emili Lèpid  |                     |                     |                     |                     |                     |                     |  |  |  |  |  |  |
|                         |                         |                         |                         |                         |                         |                      |                      |                      |                      |                    |                    |                         |                         |                         |                         |                         |                         |                         |                         |                         |                         |                       |                       |                                  |                                  |                                  |                                  |                                  |                                  |                   |                   |                   |                   |                   |                   |                   |                   |                     |                     |                     |                     |                     |                     |  |  |  |  |  |  |
|                         |                         |                         |                         |                         |                         |                      |                      |                      |                      |                    |                    |                         |                         |                         |                         |                         |                         |                         |                         | Servília                | Servília                | Servília              | Servília              | Servília                         | Servília                         |                                  |                                  | Marc Emili Lèpid                 | Marc Emili Lèpid                 | Marc Emili Lèpid  | Marc Emili Lèpid  | Marc Emili Lèpid  | Marc Emili Lèpid  |                   |                   |                   |                   |                     |                     |                     |                     |                     |                     |  |  |  |  |  |  |
|                         |                         |                         |                         |                         |                         |                      |                      |                      |                      |                    |                    |                         |                         |                         |                         |                         |                         |                         |                         | Servília                | Servília                | Servília              | Servília              | Servília                         | Servília                         |                                  |                                  | Marc Emili Lèpid                 | Marc Emili Lèpid                 | Marc Emili Lèpid  | Marc Emili Lèpid  | Marc Emili Lèpid  | Marc Emili Lèpid  |                   |                   |                   |                   |                     |                     |                     |                     |                     |                     |  |  |  |  |  |  |